# HLE 16
De locomotiefserie HLE 16 is een Belgische locomotiefserie uit 1966. De serie, toen nog als type 160 aangeduid, was verdeeld in twee deelseries van elk vier locomotieven en hadden de nummers 160.001-160.004 en 160.021-160.024. In 1971 werden beide deelseries aansluitend in de reeks 16 genummerd met de nummers 1601-1608. 
De reeks 16 hadden dezelfde motoren en vermogen als de reeks 15. De verhoogde aanzettrekkracht werd bekomen door een lichte aanpassing aan de overbrengingsverhouding tussen tractiemotor en as. Dit was nodig om de helling tussen Aachen Hbf en Aachen-Sud (2,5 %) zonder opdrukloc op te kunnen rijden met treinen tot 500 ton.  Daardoor draaiden de motoren bij topsnelheid (160 km/h) iets meer toeren dan bij de reeks 15, wat technisch geen probleem stelde. De trekkracht (koppel) was bij die snelheid iets minder dan bij de reeks 15.
De locomotieven werden tot 2010 ingezet in het internationale verkeer, voornamelijk tussen Oostende en Keulen. In 1974 reed een locomotief uit de eerste deelserie 1601-1604 een trein uit Oostende helemaal naar Spiez. Daarvoor werd een vierde stroomafnemer gemonteerd. Hoewel Zwitserland dezelfde bovenleidingspanning had als Duitsland maakte men daar gebruik van een duidelijk smaller sleepstuk. Vanaf 1975 werd in Bazel van locomotief gewisseld. Vanaf 2002 mag de reeks 16 wegens een verouderde PZB-installatie niet meer in Duitsland worden ingezet. De laatste jaren werd de reeks voornamelijk nog voor binnenlandse piekuurtreinen ingezet. In 2009 werden de laatste locomotieven aan de kant gezet, omdat er voor de piekuurtreinen voldoende ander materieel beschikbaar was, en in 2010 kwam er definitief een einde aan de inzet van deze reeks.

## Overgebleven locs
- HLE 1601 en HLE 1604 stonden jarenlang vervallen in de haven van Gent. Deze zijn op 30 september 2019 gesloopt.
- HLE 1603 - HLE 1605 - HLE 1606 werden in 2012 gesloopt te Deerlijk (Casier)
- HLE 1602 staat te Melle en is in bezit van Trainworld.
- HLE 1608 is in bezit van TSP-PFT en draagt nog steeds de gouden kleur.

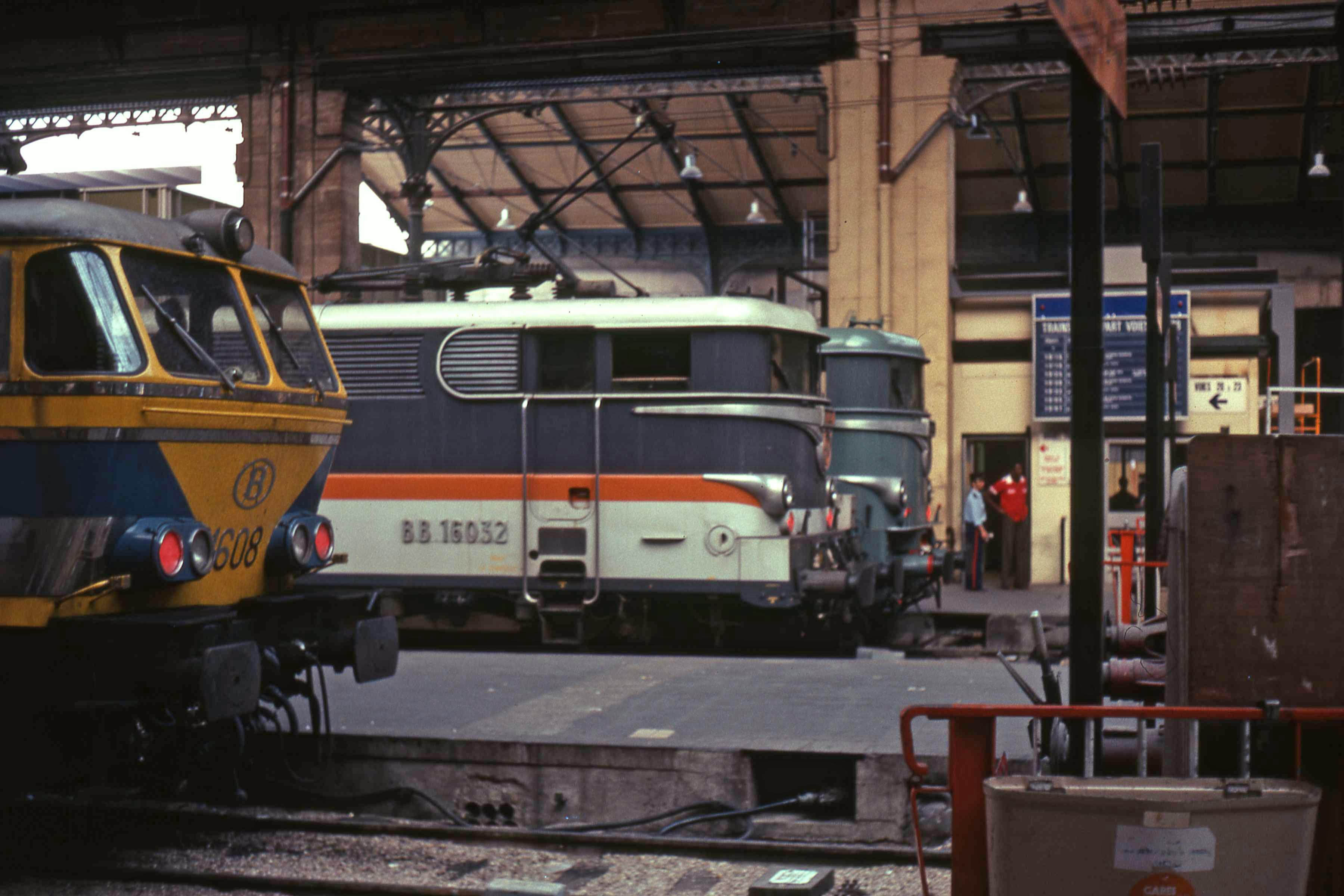
Loc 1608 in gele kleurstelling in Parijs
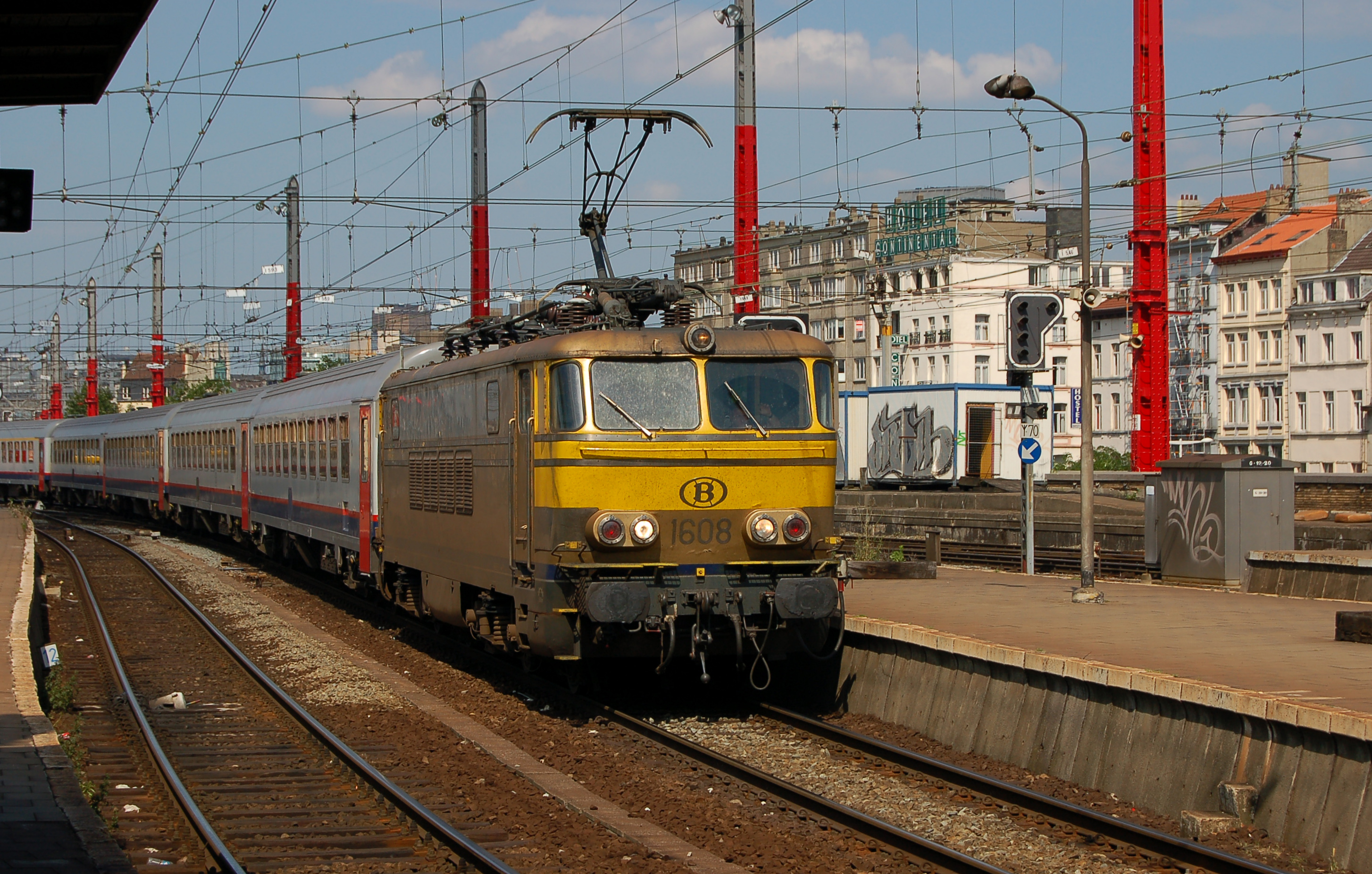
De 1608 werd de enige goudkleurige NMBS-locomotief
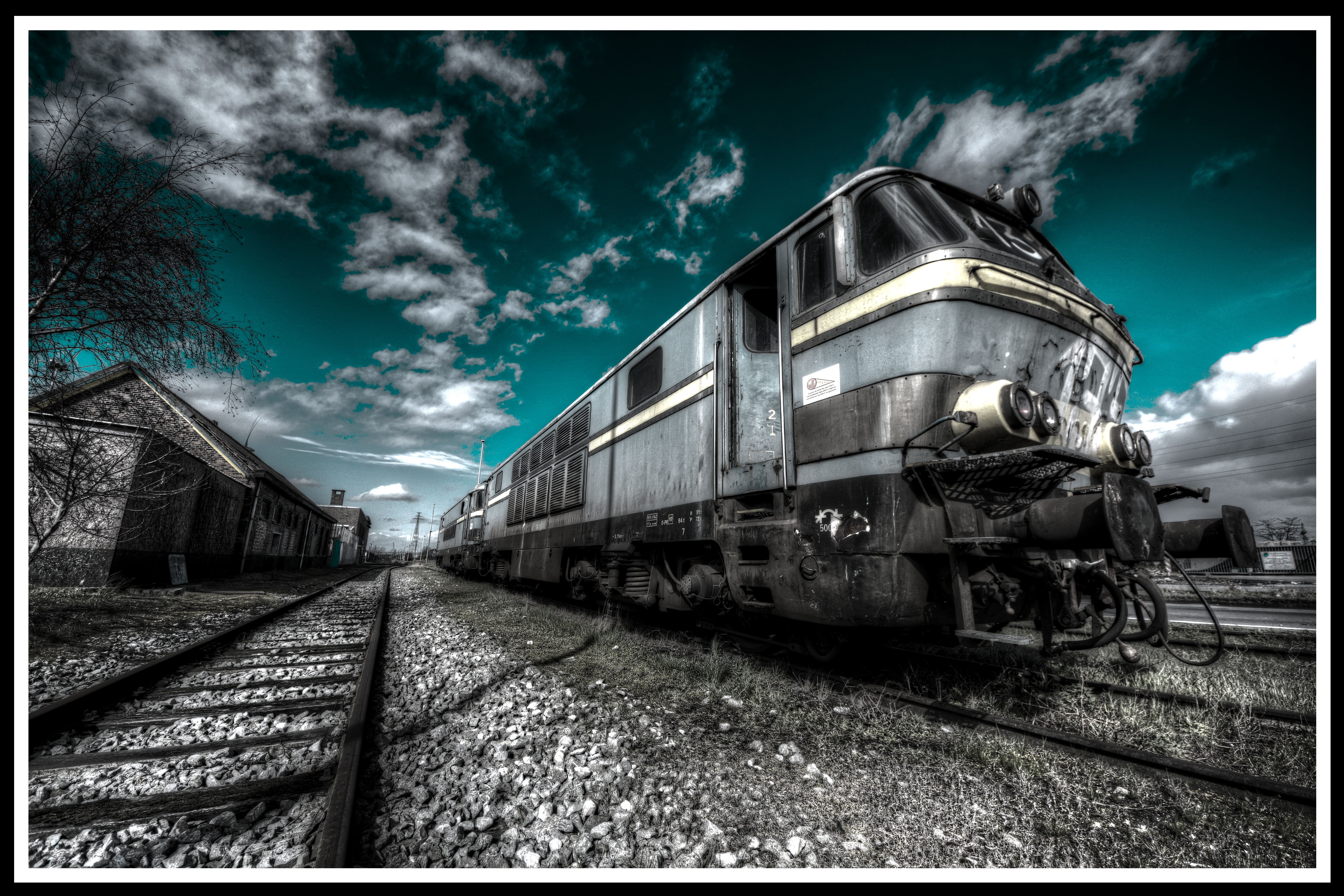
De 1601 en 1604 klaar voor de sloop